# Collema subfragrans
Collema subfragrans är en lavart som beskrevs av Degel. Collema subfragrans ingår i släktet Collema och familjen Collemataceae.   Inga underarter finns listade i Catalogue of Life.